# جبهه ملی مترقی (سوریه)
جبهه ملی مترقی (انگلیسی: National Progressive Front) اتحادیه سیاسی احزاب موجود در سوریه با اهداف امپریالیسم‌ستیزی و ملی‌گرایی عربی بود.